# جشمة علي (كليائي)
جشمة علي (بالفارسية: چشمه علی) هي قرية تقع في إيران في قسم کلیائي الريفي. يقدر عدد سكانها بـ 107 نسمة بحسب إحصاء 2016.